# Herta Reich

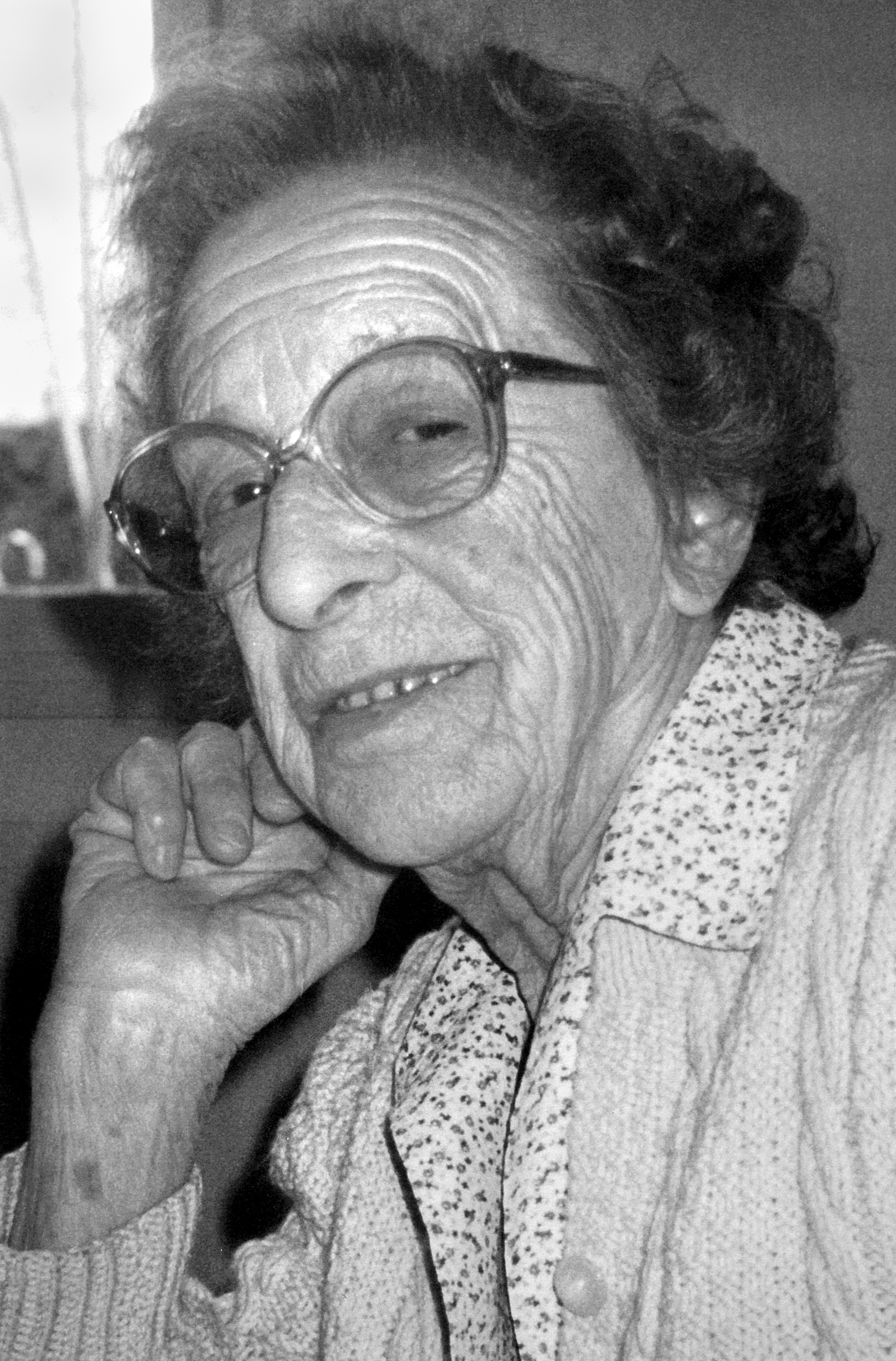
Herta Reich 2010.

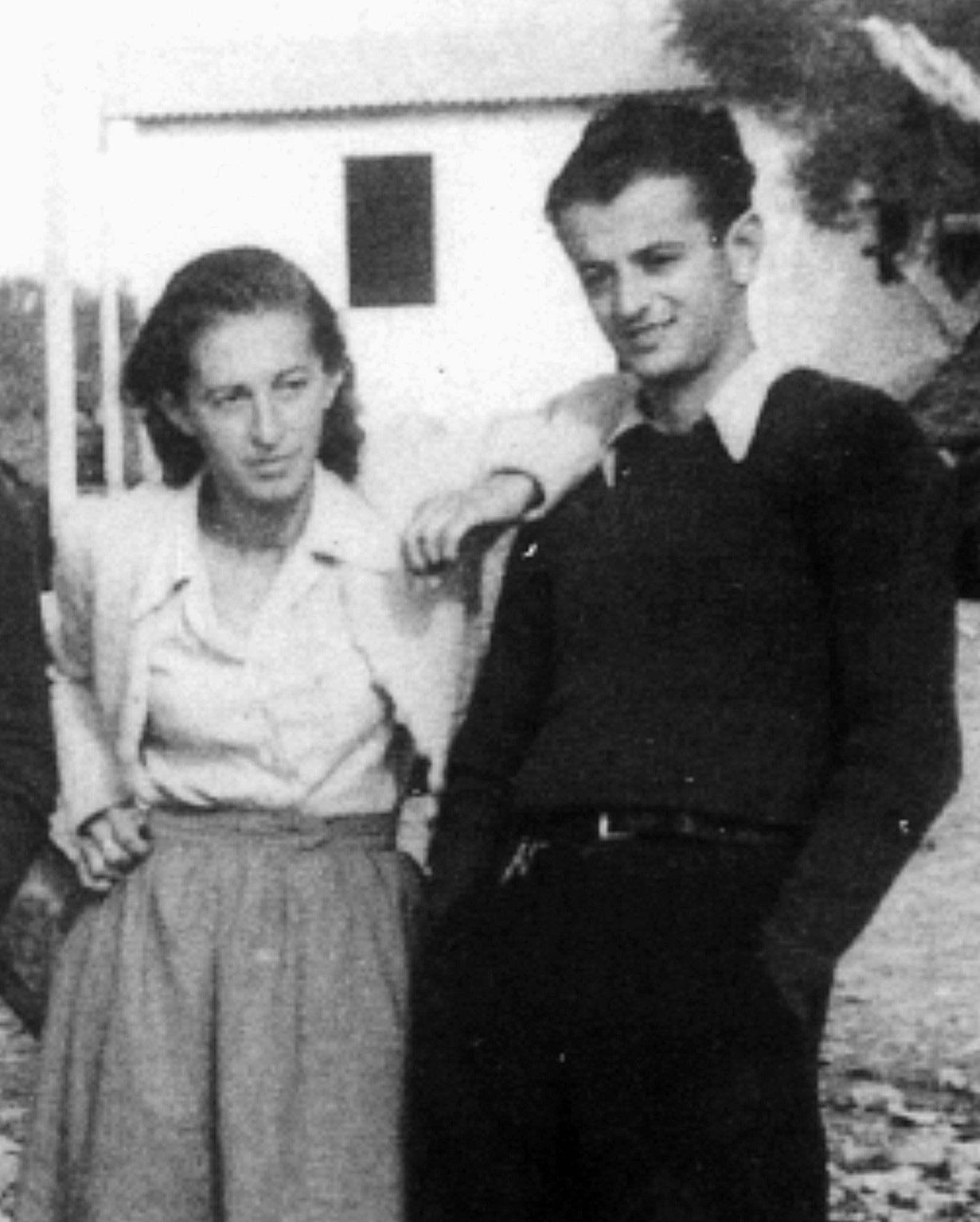
Herta und Roman (Romek) Reich, im Lager für Displaced Persons in Bari, Italien, November 1943.

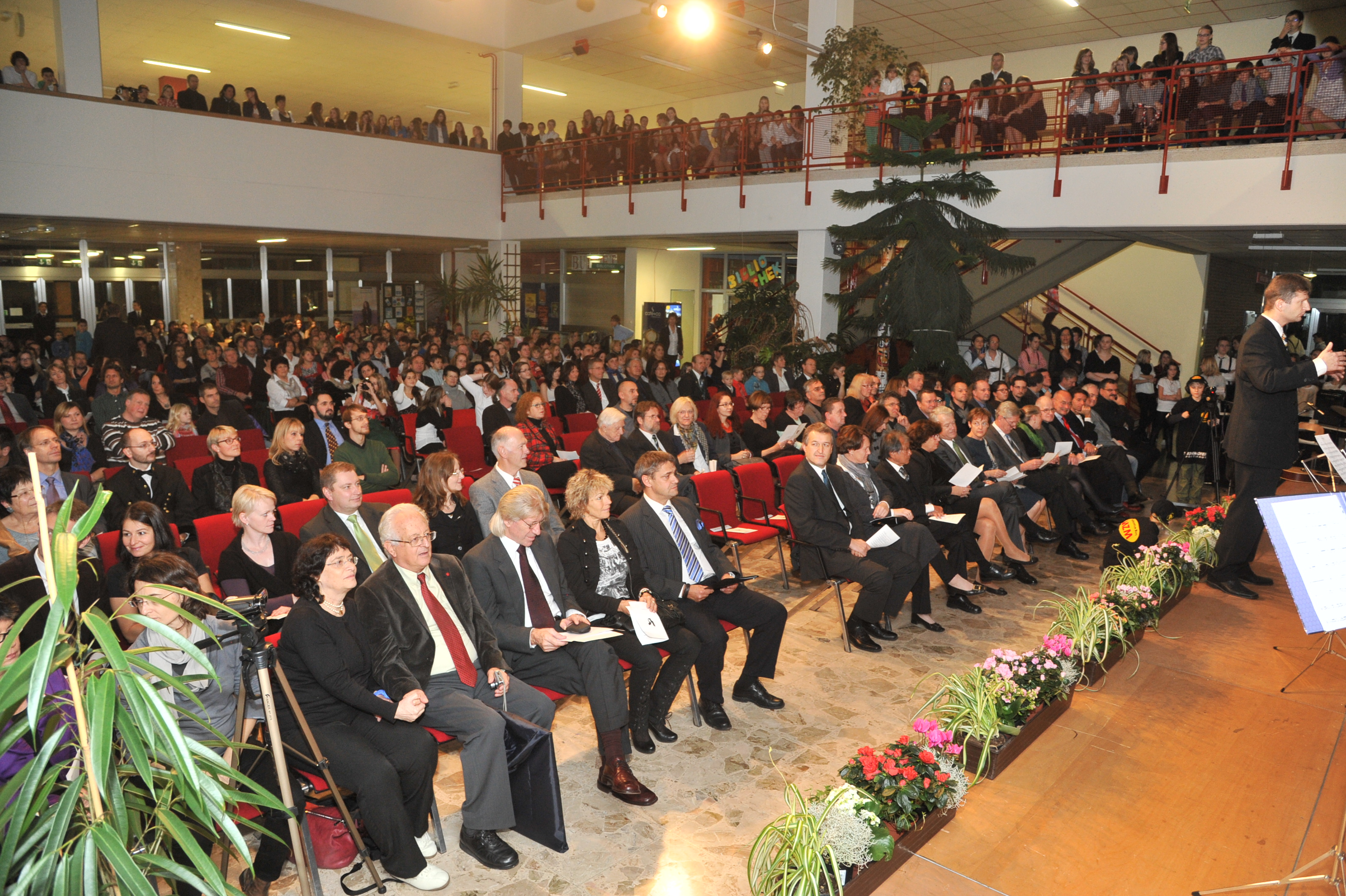
Zeremonie zur Umbenennung des Herta-Reich-Gymnasiums am 23. November 2012

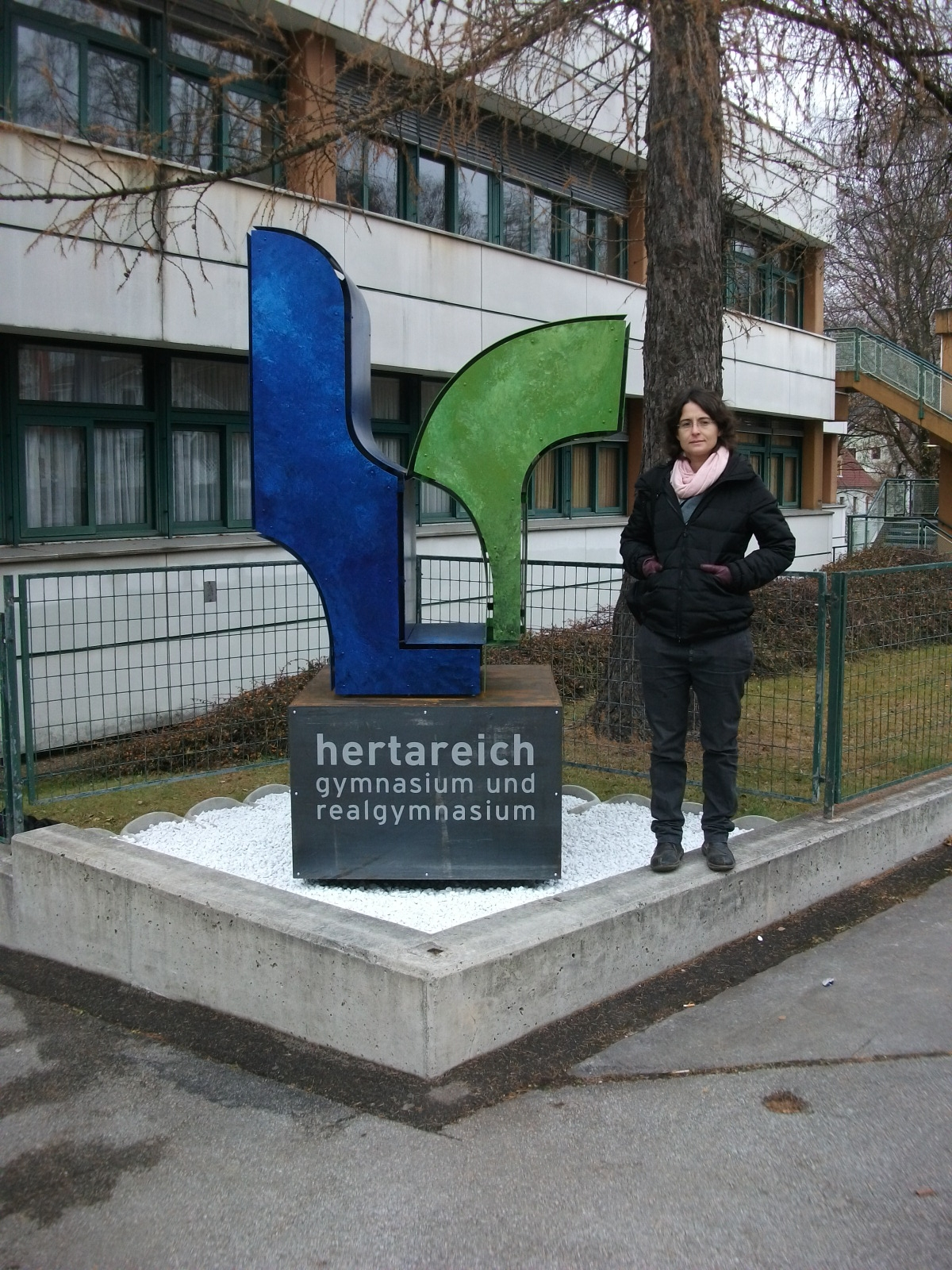
Eingang zum Herta-Reich-Gymnasium, Mürzzuschlag, Österreich

Herta Reich, geb. Eisler, (geboren am 19. September 1917 in Mürzzuschlag; gestorben am 19. Februar 2012 in Jerusalem) war eine österreichische Jüdin, die zu den wenigen Überlebenden des Kladovo-Transports gehörte.

## Leben
Herta Reich wurde als Tochter des Ignaz Eisler, Textilkaufmann in Mürzzuschlag, und seiner Ehefrau Katharina, geb. Schwarz, geboren. In Wien absolvierte sie die Handelsschule, um dann im väterlichen Geschäft tätig zu sein. Der Anschluss Österreichs an das Hitler-Deutschland zwang sie 1938 zur Flucht. Auf dieser gelangte sie in den illegalen jüdischen Flüchtlingstransport aus Österreich nach Palästina, der später als Kladovo-Transport bekannt wurde. Ihre Flucht sollte sechs Jahre von 1938 bis 1944 dauern, während der sie den polnischen Flüchtling Romek Reich kennenlernte und 1941 heiratete. 1944 schließlich konnte sie nach Palästina emigrieren, wo 1947 ihr Sohn Ronny Reich zur Welt kam, der später ein bedeutender Archäologe wurde. Ihr Mann fiel in den ersten Wochen des Unabhängigkeitskrieges im Juli 1948 bei Ludd.
Der Grazer Geschichtsverein Clio veröffentlichte 1998 ihren Erlebnisbericht Zwei Tage Zeit, der 2009 von ihrem Sohn in das Hebräische übersetzt wurde. Das Werk gehört zu den wenigen Erlebnisberichten zum Kladovo-Transport und beschreibt das Schicksal jener Generation von Jüdinnen, die in der Zeit der Monarchie in der steirischen Provinz geboren wurde und in einem teilweise stark antisemitischen Umfeld in den 1920er und 1930er Jahren aufwuchs.

## Ehrungen
Nach ihr wurde am 23. November 2012 das Bundesgymnasium und Bundesrealgymnasium Mürzzuschlag in das Herta-Reich-Gymnasium und Realgymnasium umbenannt.